# Eeuwigdurende obligatie
Een eeuwigdurende obligatie of perpetuele obligatie is een obligatie met een onbepaalde looptijd (geen vastgestelde einddatum). De obligatie keert periodiek een vaste interestvergoeding uit over de hoofdsom van de obligatie (het nominale bedrag) zonder dat deze ooit hoeft te worden afgelost.
Soms bevat het prospectus een clausule dat toch op enig moment in de toekomst de hoofdsom alsnog kan worden afgelost.
Eeuwigdurende obligaties zijn meestal een vorm van achtergestelde leningen.
Het rendement op de obligatie is gelijk aan de beloofde jaarlijkse interestuitkering gedeeld door de aankoop- of de uitgiftekoers. Het rendement kan volgens de onderstaande algemene formule worden berekend:
{\displaystyle r={\frac {\text{rentebedrag}}{\text{koers}}}}
waarbij
{\displaystyle r} = het rendementpercentage
Voorbeeld: De obligaties zijn door de emittent uitgegeven tegen een koerswaarde van € 1.000,--. De jaarlijkse rente is € 70,--. Het rendement voor degene die de obligatie bij uitgifte koopt, bedraagt 70/1000 = 0,07 of 7%, gelijk aan het nominale rentepercentage.
Indien de obligatie na enige tijd op de beurs wordt verhandeld voor bijvoorbeeld € 840,-- dan is het rendement voor degene die de obligatie op dat moment koopt: 70/840 = 8,33%.
Tegenwoordig financieren banken zich wel met achtergestelde leningen in de vorm van eeuwigdurende obligaties omdat deze deels tot het garantievermogen worden gerekend. Daarmee kunnen ze voldoen aan de tier 1- en tier 2-normen van "Basel".

## Oude nog actieve obligaties
De oudst bekende eeuwigdurende obligatie waarop nog steeds rente wordt uitbetaald werden in 1624 gekocht door Elsken Jorisdochter. Het betreft een van de obligaties die uitgegeven waren door Hoogheemraadschap Lekdijk Bovendams (een rechtsvoorganger van het Hoogheemraadschap Stichtse Rijnlanden). De obligaties werden uitgegeven nadat de Lekdijk bij Tull en ‘t Waal in 1624 doorbrak. De obligatie is nu in het bezit van de New York Stock Exchange. Ook over obligaties uit 1638 en 1765 werd in 2024 door Hoogheemraadschap Stichtse Rijnlanden weer rente uitgekeerd. Ook deze obligaties werden uitgegeven voor werkzaamheden aan de Lekdijk.
Bekende eeuwigdurende leningen zijn de waterschapsbrieven uitgegeven in de tweede helft van de 18e eeuw en de gemeenteleningen van de stad Haarlem uitgegeven tussen 1769 en 1806, welke tot op de dag van heden nog rentedragend zijn; meestal 2,5%.